# Elliptorhina testacea
Elliptorhina testacea är en kackerlacksart som beskrevs av van Herrewege 1973. Elliptorhina testacea ingår i släktet Elliptorhina och familjen jättekackerlackor.
Artens utbredningsområde är Madagaskar. Inga underarter finns listade i Catalogue of Life.